# Yitzhak Ahronovitch

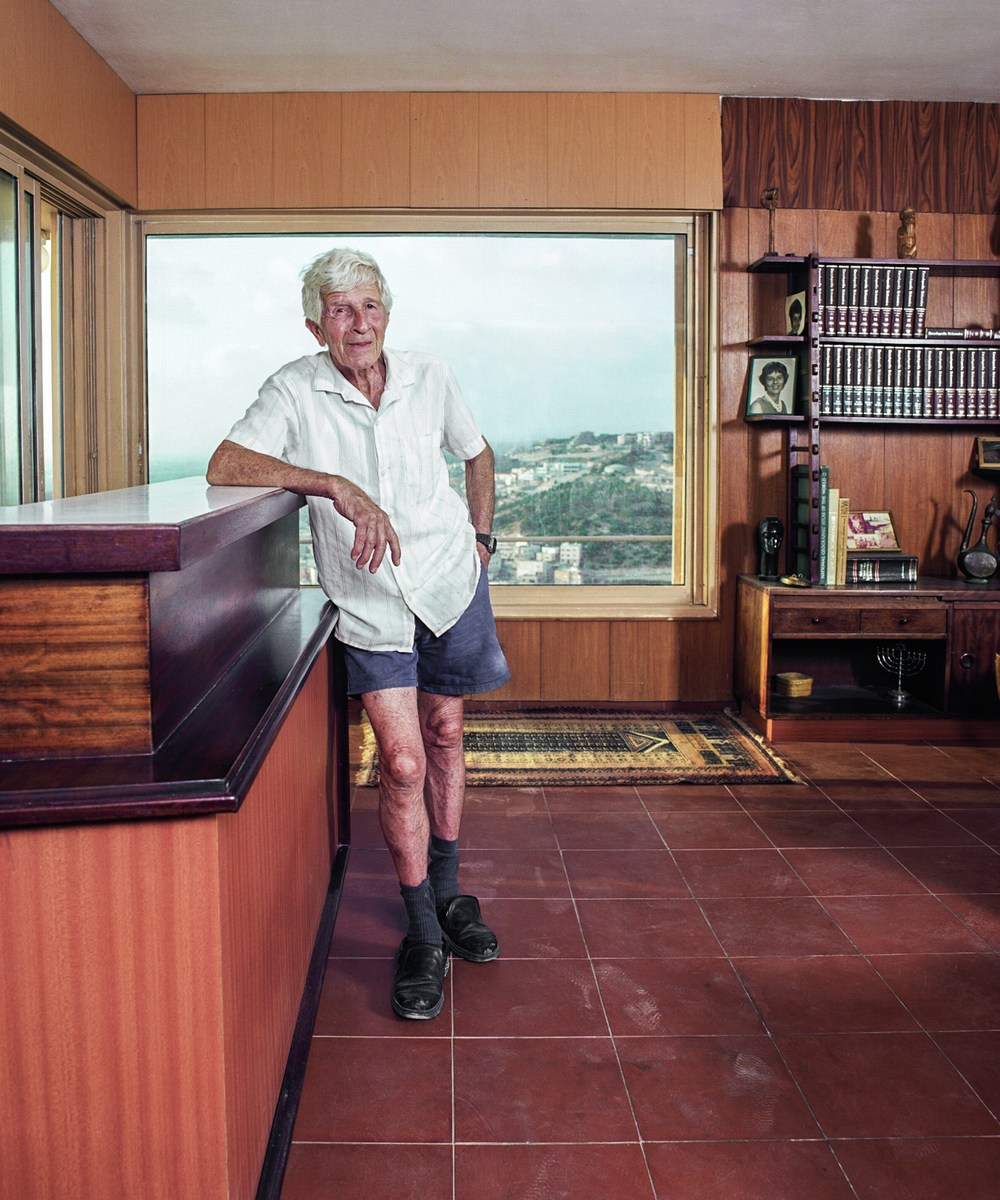
Yitzhak Ahronovitch in 2005

Yitzhak (Ike) Ahronovitch  (Hebreeuws: יצחק (אייק) ארן-אהרונוביץ') (Gdańsk, 27 augustus 1923 - Hadera, 23 december 2009) was de kapitein van het schip SS Exodus dat in juli 1947 tevergeefs poogde binnen te varen in het door de Britten bezette Palestina met overlevenden van de Holocaust van de Tweede Wereldoorlog.
Ahronovitch kwam op tienjarige leeftijd vanuit Polen naar het mandaatgebied Palestina. Hij was lid van de Palmach (een gewapende vleugel van de Hagana) toen hij aan de overtocht begon vanuit het Franse Sète.
Ahronovitch was een ervaren officier, die met vele schepen gevaren had en verscheidene opleidingen in Londen had genoten. Later (in de jaren 60) studeerde hij aan de Columbia-universiteit.